# Magyarpolány, Veszprém
Magyarpolány (în germană Polan) este un sat în districtul Ajka, județul Veszprém, Ungaria, având o populație de 1.213 locuitori (2011).

## Demografie
Componența etnică a satului Magyarpolány
     Maghiari (69,31%)
     Germani (29,92%)
     Necunoscut (0,57%)
     Români (0,19%)
     Alții (0,57%)
Componența confesională a satului Magyarpolány
     Romano-catolici (72,55%)
     Fără religie (3,63%)
     Reformați (2,23%)
     Luterani (2,23%)
     Necunoscută (18,3%)
     Alte religii (2,31%)
Conform recensământului din 2011, satul Magyarpolány avea 1.213 locuitori. Din punct de vedere etnic, majoritatea locuitorilor (69,31%) erau maghiari, cu o minoritate de germani (29,92%). Apartenența etnică nu este cunoscută în cazul a 0,57% din locuitori.  Din punct de vedere confesional, majoritatea locuitorilor (72,55%) erau romano-catolici, existând și minorități de persoane fără religie (3,63%), luterani (2,23%) și reformați (2,23%). Pentru 18,3% din locuitori nu este cunoscută apartenența confesională.